# ハイデラバード (インド)
ハイデラバード（テルグ語: హైదరాబాదు, 英語: Hyderabad）は、インド中南部のテランガーナ州ハイデラバード県の都市。同州の州都であり、アーンドラ・プラデーシュ州の州都も兼ねる。

## 名称
ハイデラバードは「ハイダルの町（アーバード）」の意である。アーンドラ・プラデーシュ州の第1公用語であるテルグ語ではహైదరాబాదుと表記され、ラテン文字で音声転写すると[haydaraabaad]となる。発音はIPA: [ˈɦaɪ̯daraːbaːd]で、これに近い日本語表記はハイダラーバードとなる。しかし日本語での表記法は統一されておらず、世界大百科事典や山川出版社の書籍がこの表記を用いるなど学術用語としては使用例が多い一方、広辞苑やブリタニカ百科事典、また外務省やメディアでは、英語表記のHyderabad・発音/ˈhaɪdərəˌbæd/に近いハイデラバードの表記が用いられることが多い。また両者の中間であるハイデラーバード、ハイダラバードの表記も散見される。本項では使用例の多いハイデラバード表記を使用する。

## 概要
インド陸軍、空軍の駐屯地である、近接する双子都市シカンダラーバードを併せた州都領域は、259 km2にわたって広がっている。両都市は、フセイン・サガール（湖）を挟んで隣り合わせるように位置する。また、ハイデラバードはムーシー川によって大まかに、オールドシティーと呼ばれる南部と比較的現代的な北部に分けることができる。南部は総じてムスリムの住民が多く、定時にはアザーンも聞こえてくるムスリム文化が色濃く残る地域で、チャール・ミナールやメッカ・マスジドなどといった歴史的建造物も多い。北部では特にフセイン・サーガル北東岸の開発は目覚ましい。
近年は、ITビジネスが牽引する経済発展が著しい。これに伴って、インド国外からの文化流入も多見されるようになってきた。シカンダラーバード駅前のケンタッキーフライドチキンをはじめ、ハイデラバード市内にはモダンなショッピング・コンプレックス、マクドナルド、サブウェイ、ドミノピザ、ピザハット、中華料理レストランも見られるようになってきた。しかし、都市発展過程での必然的な問題である公害（特に水質汚染）、騒音、州内における過激左翼組織の反体制活動（ナクサライト）もまた問題になってきている。道路は比較的よく整備されているが、特に出勤退社時間帯の市内は渋滞している。2006年、渋滞緩和のために市内主要道路の拡幅、高架道路の建設が行われている。
ハイデラバード市内には、歴史を誇るオスマーニーヤ大学 (OU) が、郊外にはハイデラバード大学 (UoH)、Acharya N G Ranga 農科大学 (ANGRAU)、インド商科大学があり、高水準の教育機関として機能している。また、メダック県との県境には国際半乾燥熱帯作物研究所 (ICRISAT) があり国際的規模で食糧問題に取り組んでいる。

## 歴史
※本節では学術分野の記述としてハイダラーバード表記を用いる。
ハイダラーバードの歴史は500年に満たず、インドでは比較的歴史の浅い都市に属する。
歴史上には、ハイダラーバード近郊北西部に位置するゴールコンダが、まず登場する。後期チャールキヤ朝から独立した王朝であるカーカティーヤ朝期に名をはせたガナパティ・デーヴァは、ゴールコンダの岩山に、初めて砦を建設させた。カーカティーヤ王位を引き継いだ女王ルドラマ・デーヴィーの統治期には、マルコ・ポーロがカーカティーヤ朝の都に立ち寄り、その繁栄に感銘を受けたと伝えられている。その後プラターパルドラ2世が殺害されてから、カーカティーヤ朝はハルジー朝やトゥグルク朝の力に屈していった。

### ゴールコンダ王国（1518年 - 1687年）

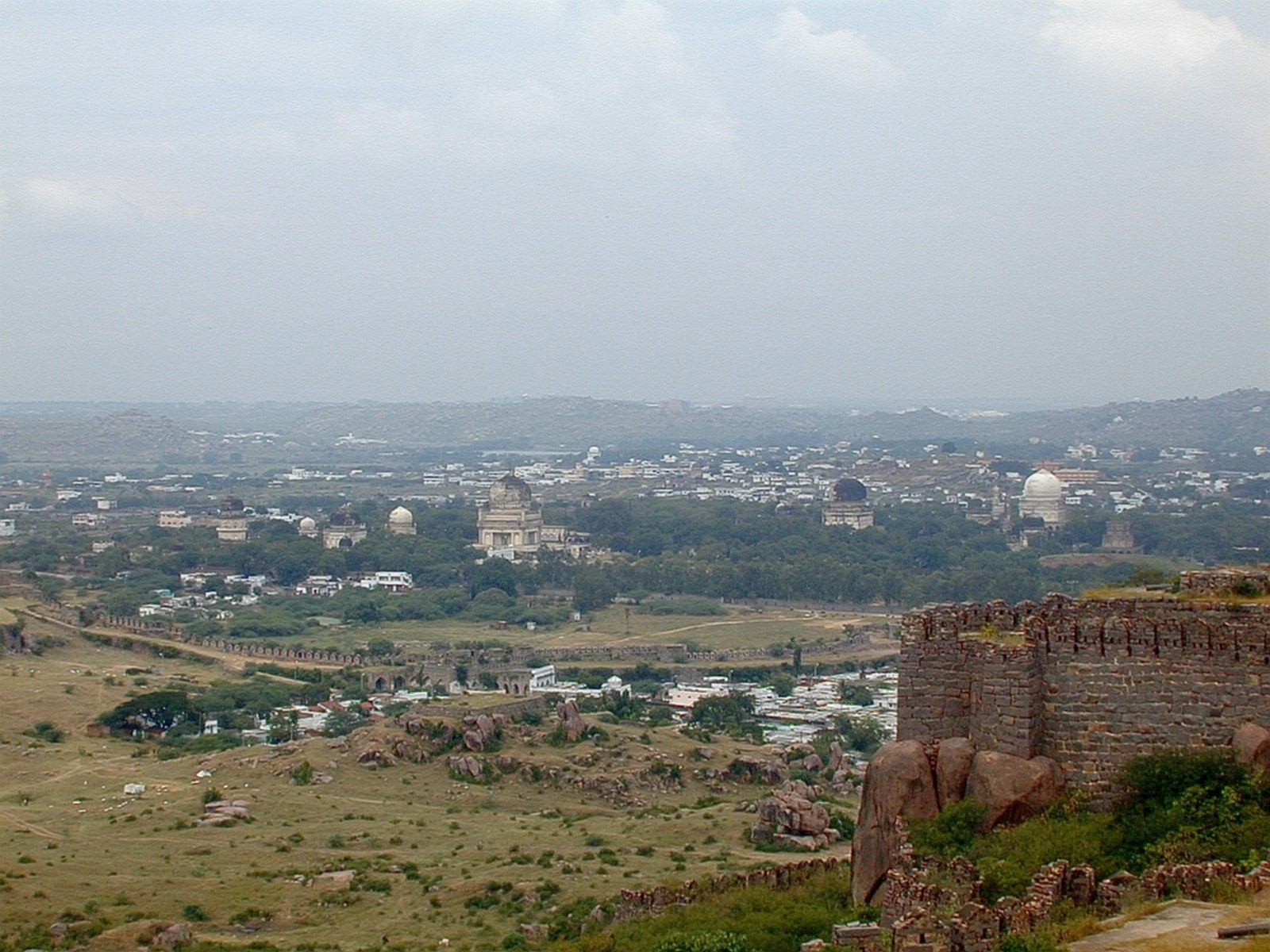
ゴールコンダ城から王陵墓を望む

その後200年にわたりデカン高原一帯を支配したバフマニー朝、その13代目の王ムハンマド・シャー3世の統治期（1463年）に、テランガーナー地方で問題が発生したためクリー・クトゥブル・ムルクが同地方の総督として派遣された。スルターン・クリー・クトゥブル・ムルクは、続くムハンマド・シャー4世からもいくつかの称号を授けられ、バフマニー朝の宰相となった。
1518年、彼は独立を宣言してゴールコンダ王国をうちたてた。そして、王国の首都をゴールコンダに定め、カーカティーヤ朝期の古ぼけた泥の砦を強固な石のゴールコンダ城として再造営した。彼の後継者もその事業を受け継ぎ、数多くの強固な増築がなされた。
ゴールコンダ王国の統治期は、アーンドラ・プラデーシュにおける建築および芸術の黄金時代だった。歴代ゴールコンダ王国の王たちは偉大な建築家であり、また建設をこよなく愛していた。彼らの統治期に、数え切れない宮殿や邸宅（後のムガル帝国遠征軍により徹底的に破壊され、灰燼と帰したが）、壮麗なモスク、そして数えきれないほどの湖や溜池が造営された。また王国中葉の王は、アーンドラ・プラデーシュ州の在来言語であるテルグ語を保護し、教養階級の公用語だったアラビア語、ペルシア語、およびウルドゥー語と同様に奨励した。
1589年、5代目の王ムハンマド・クリー・クトゥブ・シャーは、ハイダラーバードの南を流れるムシ川周辺が豊かな緑に覆われた土地であることに目をつけ、そこをゴールコンダ王国の王都に定めた。有名な言い伝えによると、そこにはチチェラムという村が存在した（チャール・ミナールがあるあたり）が、彼はこの新しい王都の名を、愛してやまなかった美しい踊り子であるバーグマティーにちなんで、バーグナガルと命名した。王からのこの贈り物に驚いた彼女はムスリムに改宗して、自身の名をハイダル・マハルという以前と全く異なるムスリム名に改めた。しかし、王はめげることなく王都の名を「ハイダルの町」を意味する「ハイダラーバード」に改めた。それ以来この都市はこの名で呼ばれるようになった。
1611年に王が没すると、甥のスルターン・ムハンマド・クトゥブ・シャーが王座を引き継いだ。1626年にこの王が没すると、ゴールコンダ王国は徐々に衰退へと向っていくが、滅亡までにはさらに60年の歳月を要し、アブドゥッラー・クトゥブ・シャー（スルターン・ムハンマドの息子、在位：1626年 - 1672年）とアブル・ハサン・クトゥブ・シャー（アブドゥルの娘婿であり、そしてゴールコンダ王国初代の従兄弟の曾孫、在位：1672年 - 1687年）の2人の王がこの王国の末期を飾った。
ムガル帝国の版図拡大政策により、1687年ゴールコンダ王国はアウラングゼーブ皇帝指揮の第3次遠征軍の大攻撃をうけた。ゴールコンダ王国軍は、難攻不落のゴールコンダ城に篭城して、長期にわたる包囲攻城戦をよく持ちこたえていた。しかし、アフガニスタン戦士アブドゥッラー・ハーンの裏切りにより戦局は一転。彼は遠征軍に内通し、1687年9月21日早朝、守備兵員が手薄となっていたキールキー城門から密かにムガル帝国軍を迎え入れた。クトゥブ・シャーヒー王国守備軍は、完全に無防備だったところを襲われ、防御線を瞬く間に破られてしまった。かくしてゴールコンダ城は、この年ついにアウラングゼーブ帝遠征軍のまえに陥落した。これは、同時にゴールコンダ王国の崩壊でもあった。

### ムガル帝国統治（1687年 - 1724年） - ニザーム王国（1724年 - 1948年）

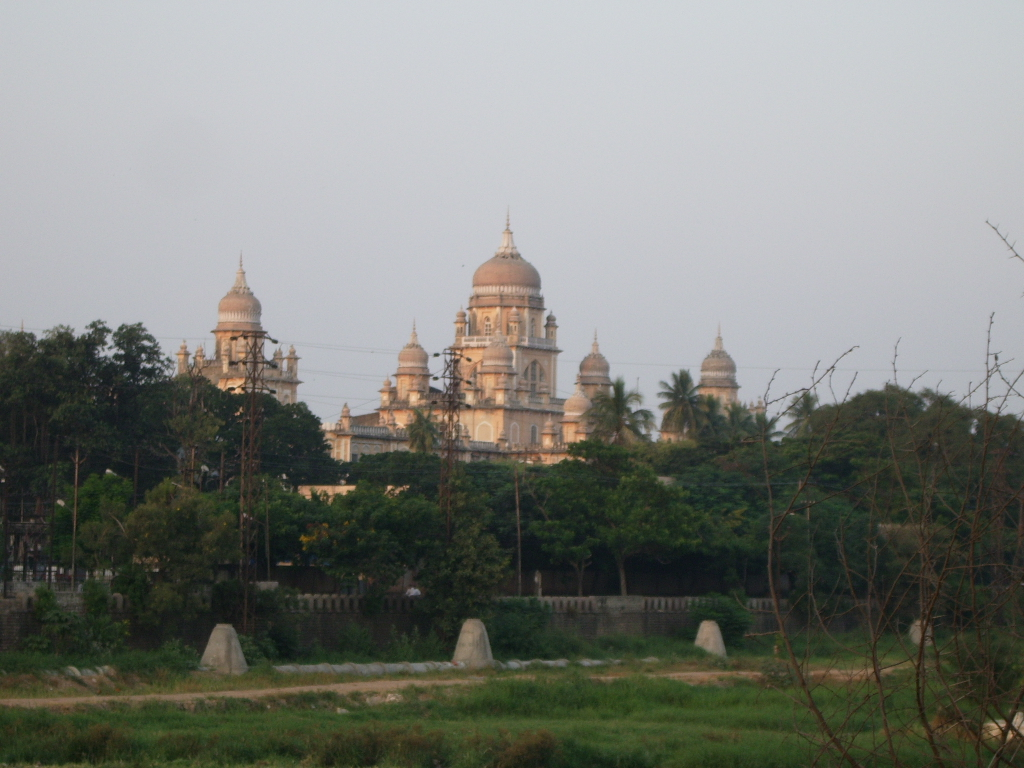
オスマーニーヤ市民病院

ゴールコンダ王国滅亡後、ゴールコンダ王国の領土はハイダラーバード州として広大なムガル帝国領の一州となり、そのためこの地域一帯はハイダラーバード地方とも呼ばれた。
1724年、ムガル帝国の有能な将軍カマルッディーン・ハーンは帝国に見切りをつけて、彼の軍隊を率いて旧所領であるデカン高原へ旅立ち、アウランガーバードに拠ってアーサフ・ジャー1世として独立を宣言し、ニザーム王国を建国した。その後、1763年（あるいは1752年11月）にアウランガーバードからハイダラーバードへと都は遷都され、ハイダラーバードが王国の名を冠することもあった。
ニザーム王国の統治領域は、現在のアーンドラ・プラデーシュ州域にほぼ相当する。ニザーム王国の統治期に、ハイダラーバードは、大いに近代化された。電力、鉄道、航空路の整備、巨大な貯水池建設を含む幾つもの灌漑プロジェクト、そしてオスマーニヤー大学をはじめとする高等教育機関が創立された。歴代のニザーム家当主は偉大な建設家であり、ニザームジャーヒィー・マーケット、オスマーニヤー市民病院、ハイダラーバード高等裁判所、ハイダラーバード州立中央図書館、ハイダラーバード州議会議事堂、ジュブリーホール、パブリックガーデン等の公共施設は、彼らにより建設された。

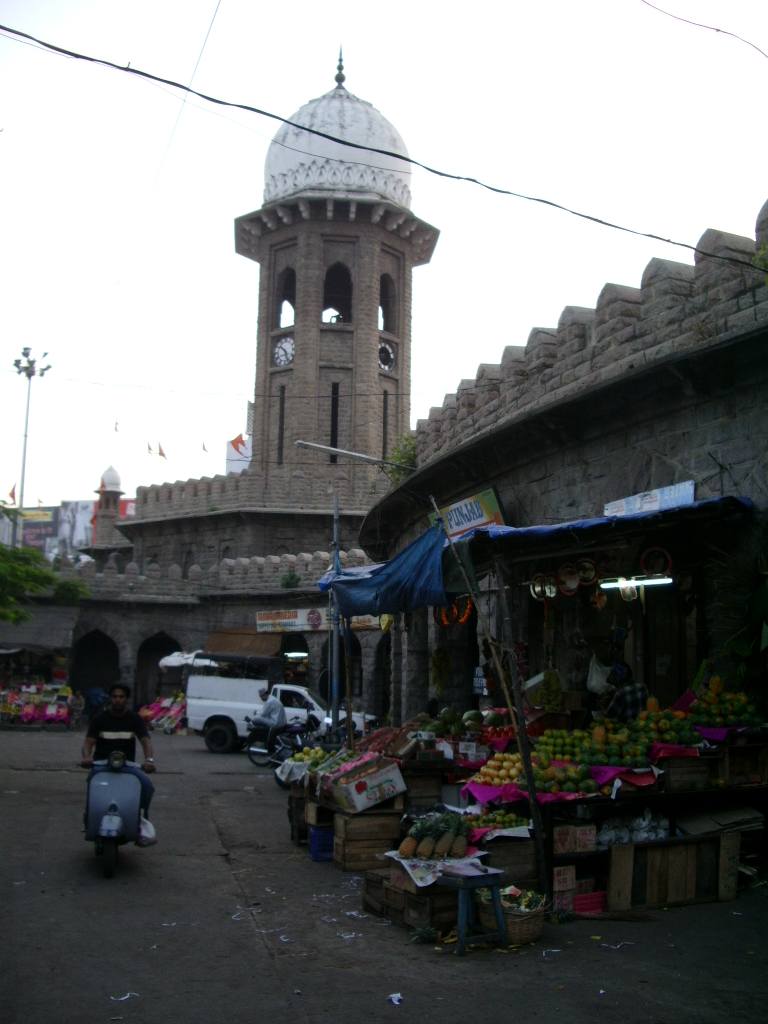
モザームジャーヒィー・マーケット。最後のニザーム藩王ウスマーン・アリー・ハーンの次男の名を冠するこのマーケットは1935年の開設以来、今も市内有数の果物、花卉市場である。

かつてのゴールコンダ王国は、西洋人の入植地やその勢力圏拡大を厳しく制限していた。一方、同王朝を滅亡させて、インド亜大陸に覇権を確立したムガル帝国は、新興勢力であるマラーター族鎮圧に忙殺されてしまった。
この機にヨーロッパ勢力は、徐々に治外法権のある広大な入植地を奪取し、勢力圏や権限を強化し始めた。ニザーム家の統治時代には、フランスとイギリスがインド亜大陸内に強大な勢力を確立し始め、ニザーム王国へもアーサフ・ジャー1世が没すると同時に干渉し始めた。彼の死去後、6人いた彼の息子の三男、サラーバト・ジャングが跡目相続をめぐる混乱を制した。この係争中、フランス全権代表であるブッシーは、彼を支持した見返りとして、広大な領地を手に入れることに成功した。しかしその後ブッシーは、ポンディシェリー駐在中の1756年に、ロバート・クライブ率いるイギリス軍と戦火を交えて敗北し、イギリスに主導権を奪われた。
この戦いの後、イギリスはマドラス行政管区の勢力圏を、現在のアーンドラ・プラデーシュ州領域にまで拡大することに成功した。ニザーム家は、その後も藩王国として独自通貨の鋳造権、立法権、そして臣下の裁判権を有していたが、その地位は徐々にイギリスの陪臣へと落ちていった。

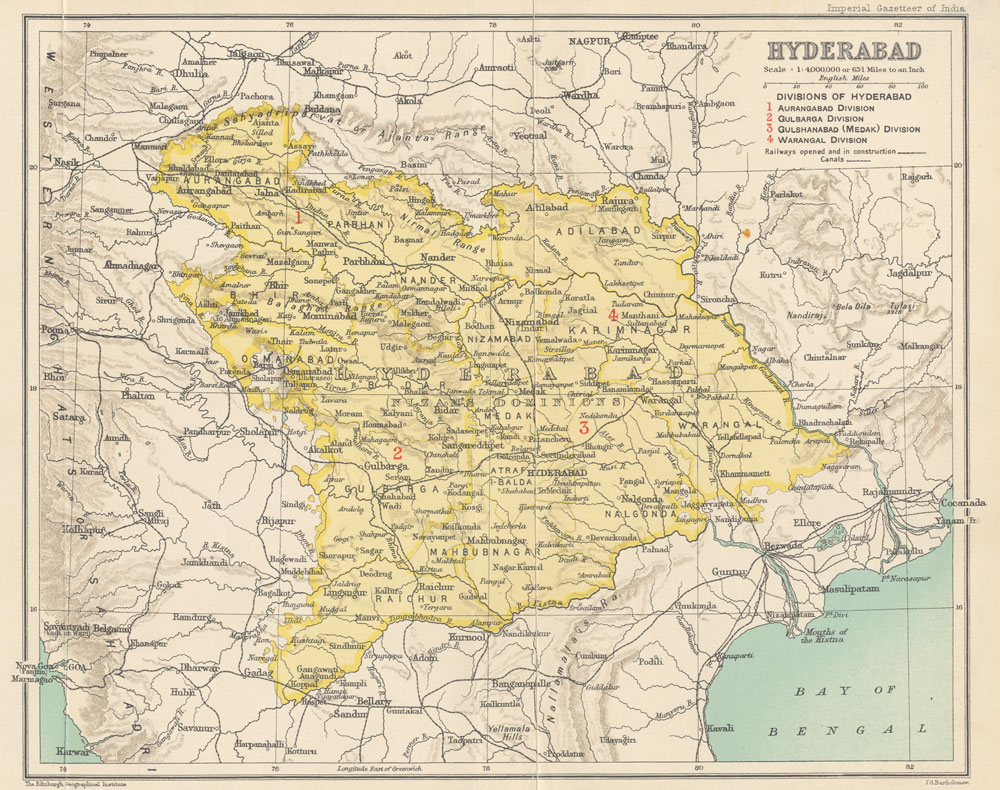
1909年のハイダラーバード藩王国

1947年のインド・パキスタン分離独立後、多くの藩王国はインド政府に併合され、ニザーム藩王国もインド政府かパキスタン政府のいずれかへの帰属をせまられた。ムスリムであるニザーム家は、ヒンドゥー教徒主導のインド政府に参加することには否定的だったため、現状維持とする暫定協定を結んだ。しかし、インド亜大陸中央部に広大な藩王国領を持つニザーム家が、パキスタンの飛び地として独立してしまうことをインド政府は極度に警戒していた。
1948年にインド政府は、経済封鎖によりニザーム家を追いつめ、同年9月19日にインド政府軍をハイダラーバードに派遣した。ニザーム家当主ウスマーン・アリー・ハーン（アーサフ・ジャー7世）はなすすべなく降伏、かくしてインド亜大陸最大、そして最後の藩王国はハイダラーバード州としてインド政府に強制併合された。
当初、ハイダラーバード州はマドラス州の一部だったが、1953年に新州境の確定時にテルグー語圏であるとしてマドラス州から切り離された。このハイダラーバード州は、後に形および広さに多少変化があったものの、インド政府初の言語圏基準による州境線を持つアーンドラ・プラデーシュ州として、州政府の権限を与えられた。2014年、アーンドラ・プラデーシュ州からテランガーナ州が分離したことにより、同州の州都も兼ねることとなった。

## 近代都市としての歴史
21世紀に入りインドの国力が上向きになると、多くの都市で人口の過密による渋滞や大気汚染などの弊害が顕著となった。その点でハイデラバードは、オールドタウンと未開地に設定したニュータウンを分けた都市計画により、地下鉄網など良好なインフラ整備がなされたため様々な企業が進出を果たした。
2020年、ハイデラバードでも新型コロナウイルスの感染が拡大。また、10月には集中豪雨により市内の一部が冠水、軍や国家災害対応部隊が出動して救助に当たったが、建物の下敷きになるなどして30人以上の死者が出た。

## 地理・気候

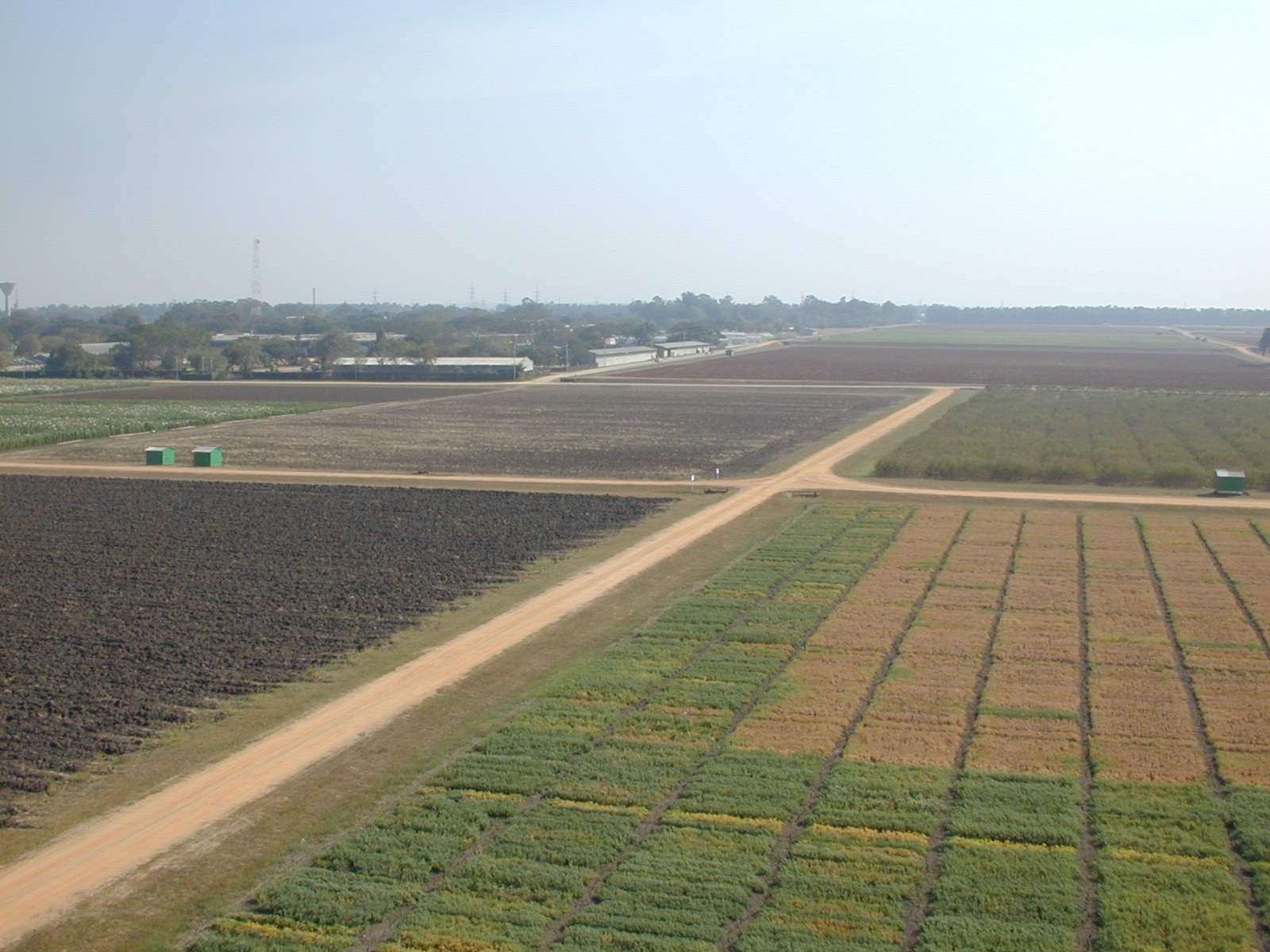
乾季の畑の様子（ICRISAT試験圃場）

ハイデラバードは、かつてハイデラバード州を形成していたテランガーナ地域の地理的中心である。しかし、アーンドラ・プラデーシュ州の地理的中心地ではない。年間平均降水量は700 mm - 1,000 mm程度で、降雨パターンにより7月 - 9月の雨季と10月 - 6月の乾季に明瞭に区分できる。デカン高原の最頂部で海抜は約536 mあるが、年平均気温は26℃と一年を通じてかなり高い。特に乾季後半の4月 - 6月は、日中40℃を越える日が多く、熱射病や熱中症で多くの死者が出ることもある。
| ハイデラバードの気候                               | ハイデラバードの気候 | ハイデラバードの気候 | ハイデラバードの気候 | ハイデラバードの気候 | ハイデラバードの気候 | ハイデラバードの気候 | ハイデラバードの気候 | ハイデラバードの気候 | ハイデラバードの気候 | ハイデラバードの気候 | ハイデラバードの気候 | ハイデラバードの気候 | ハイデラバードの気候 |
| 月                                                 | 1月                  | 2月                  | 3月                  | 4月                  | 5月                  | 6月                  | 7月                  | 8月                  | 9月                  | 10月                 | 11月                 | 12月                 | 年                   |
| -------------------------------------------------- | -------------------- | -------------------- | -------------------- | -------------------- | -------------------- | -------------------- | -------------------- | -------------------- | -------------------- | -------------------- | -------------------- | -------------------- | -------------------- |
| 平均最高気温 °C （°F）                             | 28.6 (83.5)          | 31.8 (89.2)          | 35.2 (95.4)          | 37.6 (99.7)          | 38.8 (101.8)         | 34.4 (93.9)          | 30.5 (86.9)          | 29.6 (85.3)          | 30.1 (86.2)          | 30.4 (86.7)          | 28.8 (83.8)          | 27.8 (82)            | 31.97 (89.53)        |
| 平均最低気温 °C （°F）                             | 14.7 (58.5)          | 17.0 (62.6)          | 20.3 (68.5)          | 24.1 (75.4)          | 26.0 (78.8)          | 23.9 (75)            | 22.5 (72.5)          | 22.0 (71.6)          | 21.7 (71.1)          | 20.0 (68)            | 16.4 (61.5)          | 14.1 (57.4)          | 20.22 (68.41)        |
| 雨量 mm （inch）                                   | 3.2 (0.126)          | 5.2 (0.205)          | 12.0 (0.472)         | 21.0 (0.827)         | 37.3 (1.469)         | 96.1 (3.783)         | 163.9 (6.453)        | 171.1 (6.736)        | 181.5 (7.146)        | 90.9 (3.579)         | 16.2 (0.638)         | 6.1 (0.24)           | 804.5 (31.674)       |
| 平均降雨日数                                       | .3                   | .4                   | .9                   | 1.8                  | 2.7                  | 7.6                  | 10.6                 | 10.1                 | 8.9                  | 5.7                  | 1.6                  | .4                   | 51.0                 |
| 平均月間日照時間                                   | 279.0                | 271.2                | 263.5                | 273.0                | 282.1                | 180.0                | 142.6                | 136.4                | 168.0                | 226.3                | 246.0                | 263.5                | 2,731.6              |
| 出典1：India Meteorological Department (1951–1980) |                      |                      |                      |                      |                      |                      |                      |                      |                      |                      |                      |                      |                      |
| 出典2：Hong Kong Observatory (sun only, 1971–1990) |                      |                      |                      |                      |                      |                      |                      |                      |                      |                      |                      |                      |                      |

## 人口構成
2011年の都市的地域の人口は775万人であり、世界第41位、インド国内では第7位である。話者人口はテルグ語が最も多く、次いでウルドゥー語、ヒンディー語の順となっている。
ムスリム文化の影響が、この都市の至る所に色濃く残っている。最近は、他州からの流入人口も多くなっている。

## 交通

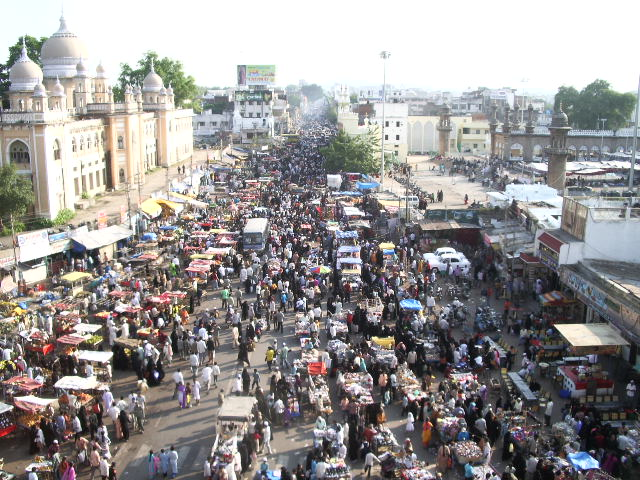
ハイデラバード市内の喧騒

ハイデラバード（ナンパリー）駅はインド南中央鉄道管区で、インド全土の鉄道主要駅と連絡している（インド鉄道ウェブサイト。時刻表などあり）。ムンバイから735 km、チェンナイから680 km、コルカタから1,588 km、そしてデリーから1,679 kmの位置にある。州外主要都市への鉄道乗り継ぎは、隣接する双子都市シカンダラーバード駅からの方が便利である。
よく整備された2つの国道（7号線、9号線）が、この都市を貫いている。国道7号線を通じて南の大都市バンガロールそして北のマハラシュトラ州へ、国道9号線を通じてプネー、さらに北西の大都市ムンバイへ、旅客、物資の移動が活発である。市内のフセイン・サーガル湖北部に位置するジュブリー・バスステーションは、インド各都市への長距離バスの発着点で、ここから大抵の都市に旅することができる。市内の移動には、市バス、オートリクシャーが市民の主要な移動手段として利用されている。デリーと異なり排気ガス規制が皆無のため、これらの交通手段は安価なディーゼルエンジンを動力としており、交通の激しい市内の空気は排気ガスまみれである。
2017年にはハイデラバード地下鉄が完成し、3路線が運行されている。
フセイン・サーガル湖北部のベーガムパトには、ハイデラバード市内の人口過密地域であるにもかかわらずハイデラバード空港があった。軍民共用であることと、民間航空需要の増加により、2008年、ハイデラバード郊外にラジーヴ・ガンディー国際空港が開港した。

## 経済

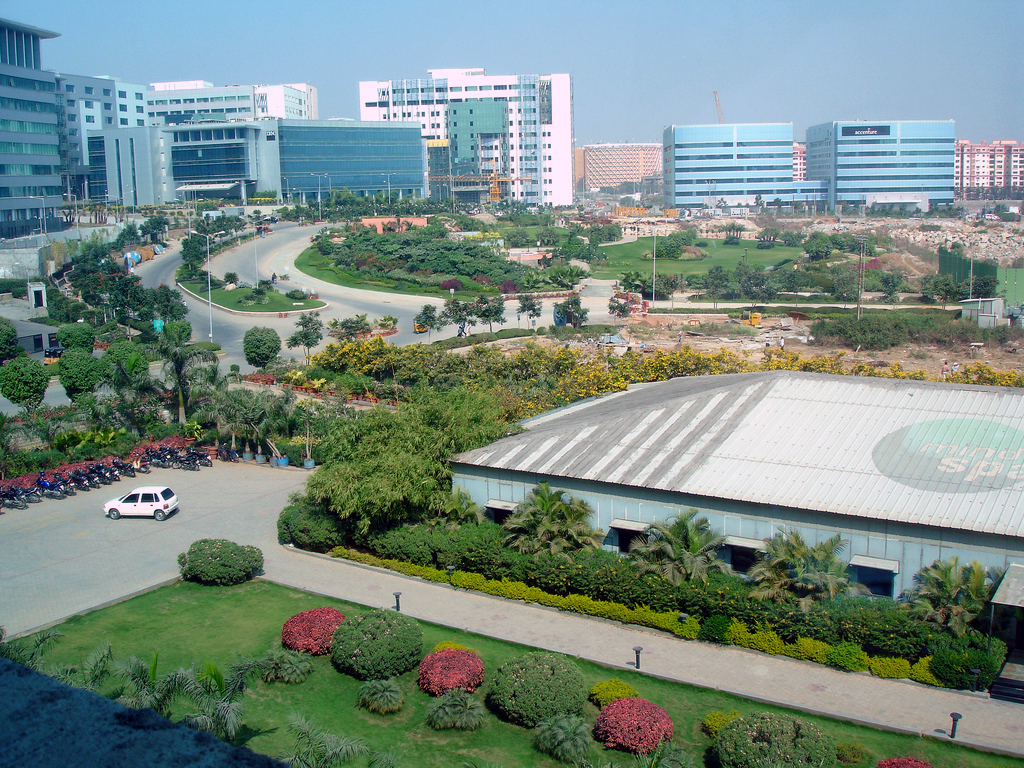
ハイテク・シティ

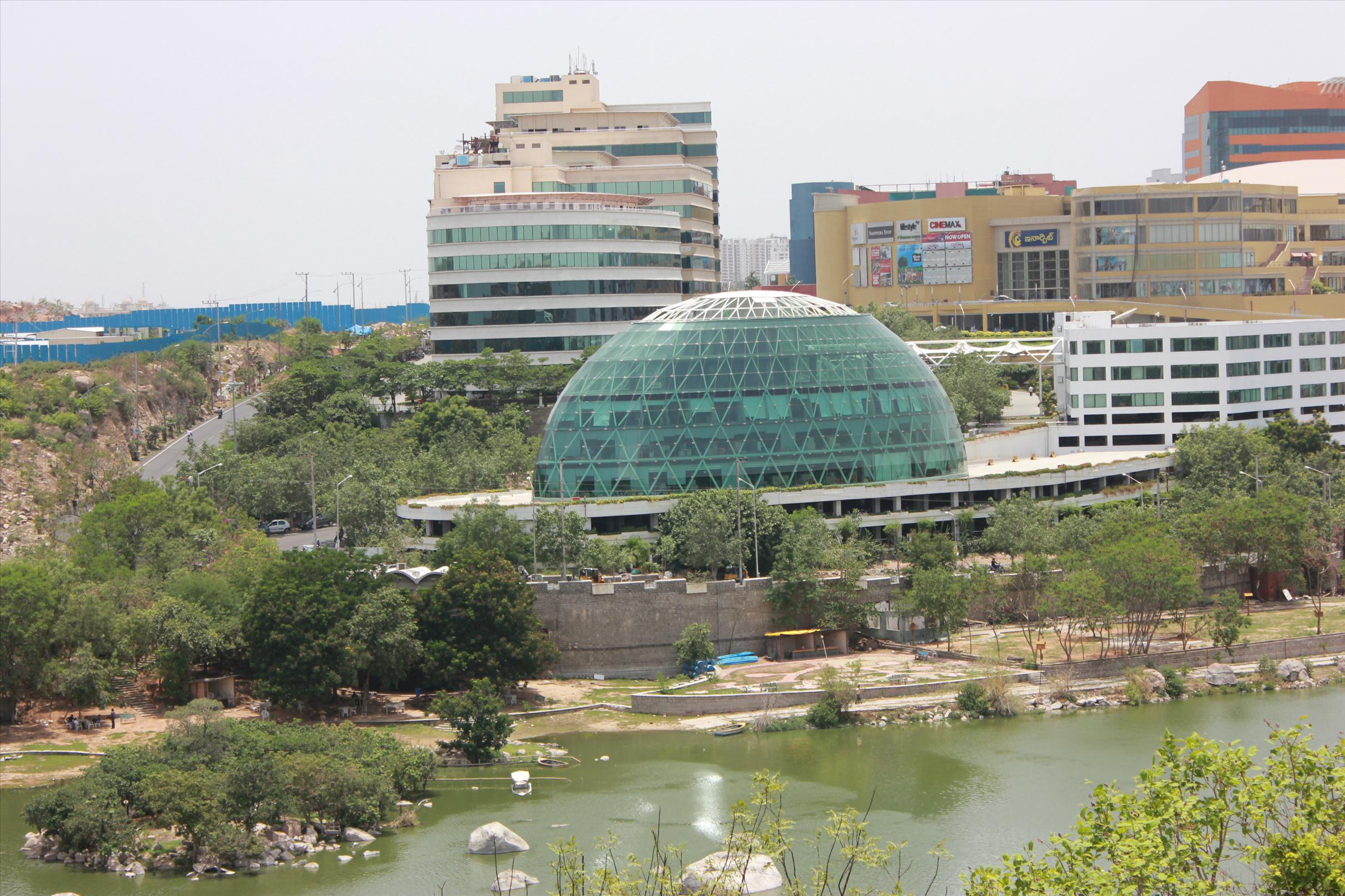
ITパークス

18世紀 - 19世紀にブラジルや南アフリカ共和国でダイヤモンド鉱脈が発見されるまで、インドは唯一のダイヤモンドの産出国だった。特にハイデラバード近郊のゴールコンダは、非常に優良なダイヤモンド鉱山として知られ、この地域に成立した歴代王朝に巨大な富をもたらしてきた。
ハイデラバードはまた、真珠や絹織物の産地・集積地としても有名である。

### ハイテク・シティ
1998年からは、市北西郊外の広大な敷地に、経済特区ハイテク・シティを建設し、インフォシス、ウィプロ、サッティヤム、タタ・コンサルタンシー・サービシズなどの主要なインド企業だけでなく、マイクロソフト、Apple、アマゾン、グーグル、IBM、Yahoo!、オラクル、デル、フェイスブック、シスコシステムズ、アナログデバイセズなど世界各国の巨大IT企業:3を誘致している。この都市には、407,000人の個人に雇用を提供する1,300を超えるITおよびITES企業がある。2009年、世界銀行グループはこの都市をビジネスを行う上で2番目に優れたインドの都市としてランク付けした。この都市とその郊外には、インドの都市の中で最も多くの経済特区がある。

## 史跡・名物

### ゴールコンダ城塞

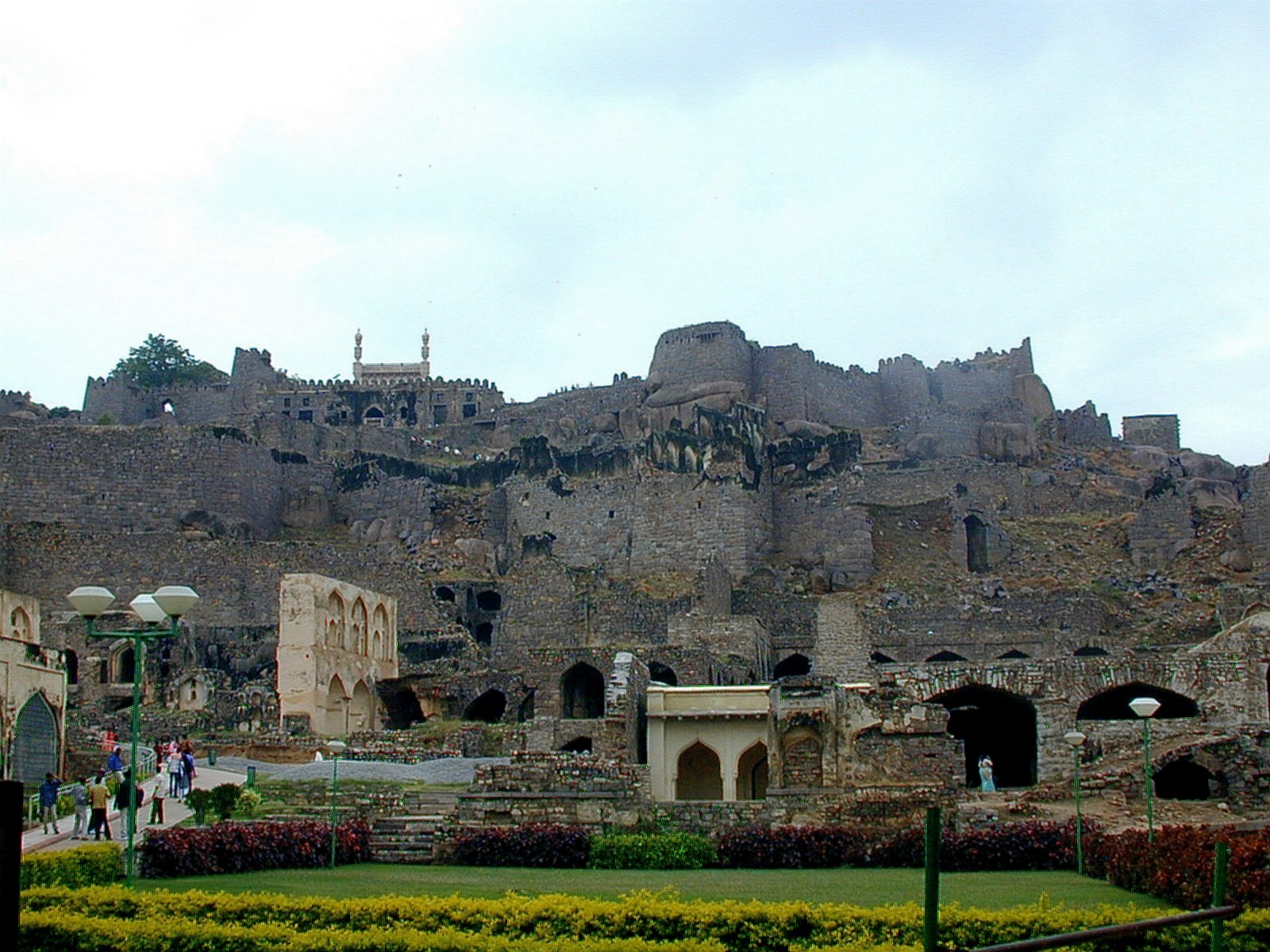
ゴールコンダ城

前王朝により1143年に建てられた泥の砦は、その後ゴールコンダ王国のイブラーヒーム・クリー・クトゥブ・シャーおよびその息子ムハンマド・クリー・クトゥブ・シャーの治世62年間に城へと強化、拡充された。
城は、高さは122 mの孤立した花崗岩の丘の上に、今も壮麗にそびえ建っている。城外郭は丘に沿うように、そして城を囲む外壁は、いびつな菱形状に設計されている。頑丈な銃眼を持つ最外壁は、外周囲7 km近くにも及び、さらに周囲に深い堀を持ち、高さが15 - 18mもある87の半円形稜堡（ブルジ）、8つの巨大な門を有する。
陶器製パイプを利用した給水システムが、城内に存在したことが明らかになっている。このシステムにより飲料水は勿論のこと、いくつかの噴水も城内に作られていた。さらに、この城はユニークな通信システムを持っている。正面玄関のアーチの下で手を打つと、アーチの反響効果により30 - 40 m以上離れたバーラー・ヒサールや、別の地点へその音が明瞭に伝わる。
また、王の謁見バルコニーには、特殊な視覚効果が施されていたと伝えられている。この仕掛けにより、別の場所にいる王の幻影を謁見バルコニー上に映し出し、万が一の刺客の攻撃から王を守ったと言われる。
ゴールコンダ城は、巨大な花崗岩の3重壁で取り囲まれている。最外壁は小砦を一つ持ち、小丘上を取り囲む設計である。2番目の壁は丘の麓に沿って、3番目は巨石群を取りこんで、丘の斜面に建設されている。外壁の厚さは5 - 10 mで、巨大な花崗岩ブロック製である。北東の角には、ペトラ・ブルジ（城の一角から突き出ていて、その両側の長大な外壁を一望できる「大腹稜堡」）があり、ファテヒー・ラーフバル砲が据え付けられている。
北東にある別の稜堡は、9つの丸突起がある波打った面を持っているので、「9つの丸突起の稜堡」と呼ばれている。他にも2つの稜堡が有名である。一つは城の南方にあるムーサー・ブルジである。この稜堡は、当時ムガル帝国王子だったアウラングゼーブ率いる1656年のムガル帝国第二次遠征軍を防ぐために、アブドゥッラー・クトゥブ・シャーの将軍だったムーサー・ハーンによって設計され、建築家のダーマチャールによって増設されたものである。
もう一つは、今日もはや存在しないカーガズィー（紙）・ブルジである。その呼び名の由来は、1687年のムガル帝国第3次遠征軍の攻城砲撃で集中的被害を受けた部分を、ゴールコンダ王国守備軍の絵描きと職人達が、一夜で紙と布の完璧なハッタリ稜堡として作り上げたことによる。その一日後にゴールコンダ城は陥落した。これらの稜堡の記述は、テルグ語の碑文や、王達の事業記録中にも見ることができる。

### チャール・ミナール

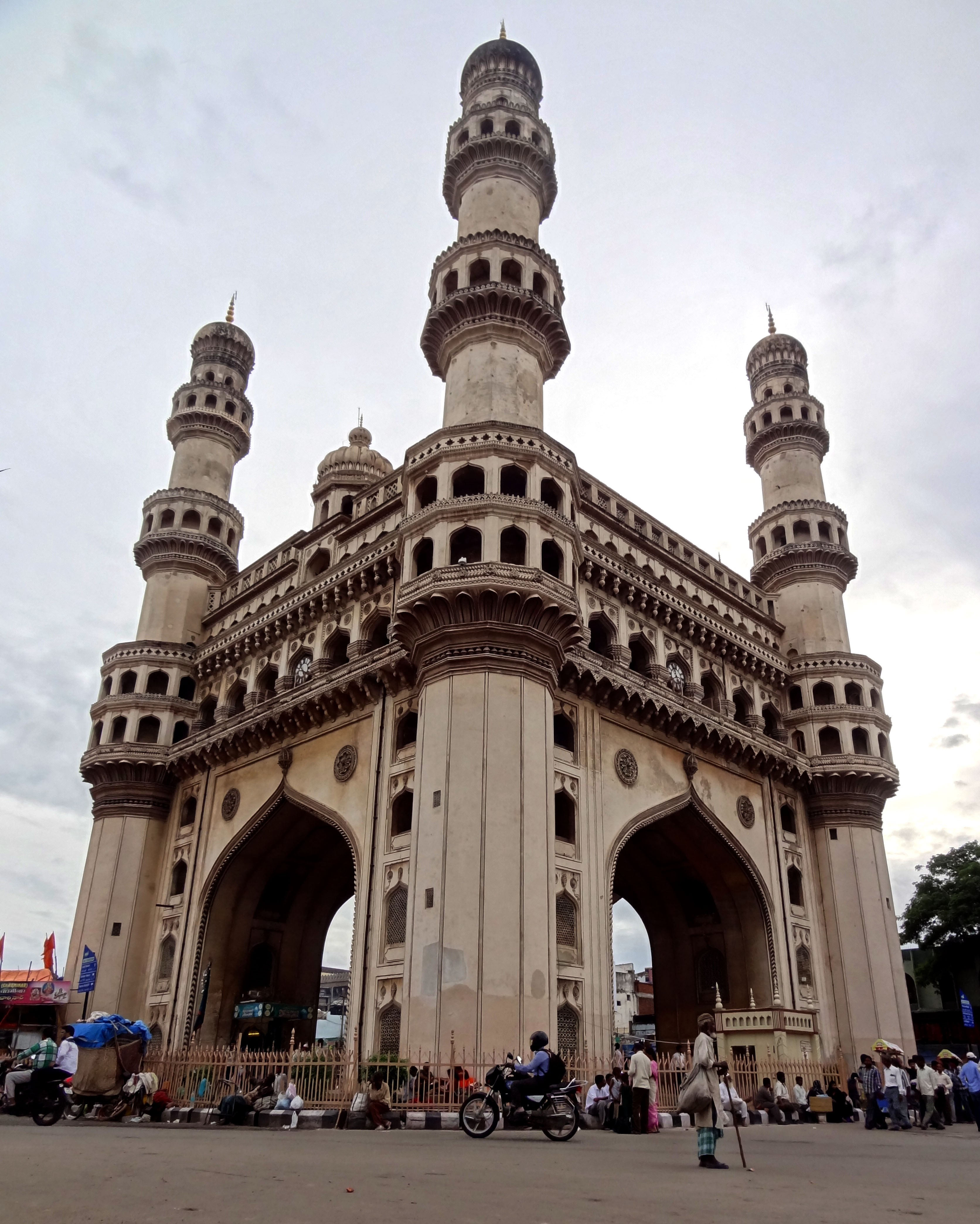
チャール・ミナール

4つの光塔をもつ大建造物チャール・ミナールは、は、ゴールコンダ王国の伝説的最高傑作である。後のニザーム藩王国発行のハイデラバード・ルピー貨裏面にも刻印され、今なおハイデラバードを象徴する最も有名な建造物である。夜間はライトアップされている。
1591年にムハンマド・クリー・クトゥブ・シャーによって建設された。基盤の一辺は20 m、4つのアーチは幅11 m、高さ20 mである。4階建ての光塔は、四面アーチ構造建造物の屋上から20 mの高さにまでそびえている。4つ（チャール）の光塔（ミナール）があることから、チャール・ミナールと名づけられた。屋上の西区画にはモスクがあり、ゴールコンダ王国の職人が建てた中でも極めつきの美しさである。金曜礼拝者が宿泊するスペースの正面には、祈りのための場所が45ある。このスペース東側には、独特のアーチデザインを持つベランダがある。4つのアーチ門上にある時計は1889年に加えられた。チャール・ミナールの南西基部には、ラクシュミー女神を奉った小さなヒンドゥー寺院があるが、これは後年になって付け加えられたものである。
チャール・ミナール建設の意義と妥当性は、今なお終わることのない論争テーマとなっている。「上層階は学校だった」「くみ上げ式の溜池だった」「当時流行した疫病除け」「妃への贈り物」「ゴールコンダ城と秘密のトンネルで結ばれた脱出路」「ただの門構えである」など、さまざまな学説や流説がある。真実がどうあれ、今日「チャール・ミナール」という単語は、ハイデラバードのかつての魅力そして美と同義語であり、螺旋階段を登る観光客に、ゴールコンダ王家の威厳を知らしめる建造物である。
チャール・ミナールのすぐ南東には、壮麗な外観を持つニザーミヤー・ユーナーニー病院がある。西へおよそ50 mほど行くとラール・バーザール (Laad Bazar लाड़ बाज़ार)、さらに進むとニザーム藩王国のズィラーウ・カーナー（閲兵場）入り口がある。現在、閲兵場は巨大な商業地域へと様変わりしている。

### メッカ・マスジド

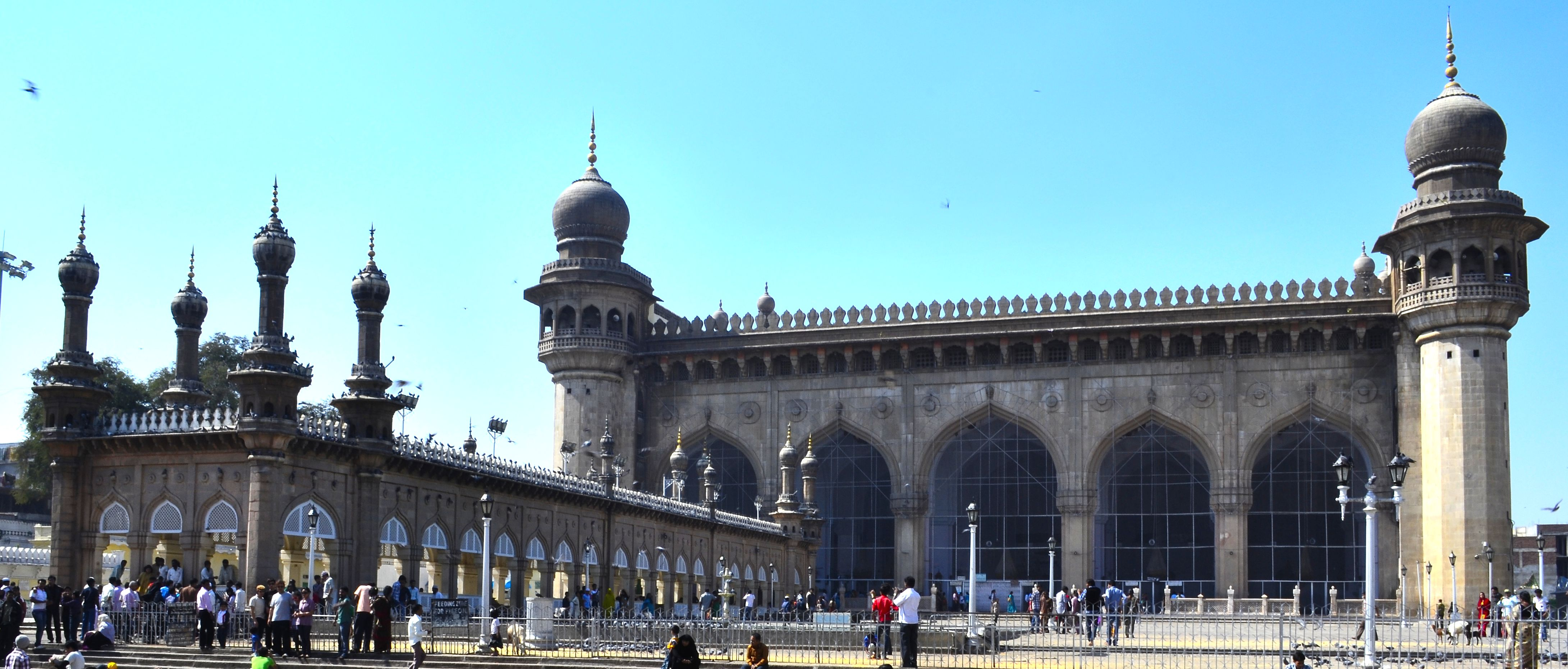
メッカ・マスジド

ハイデラバードで最大、インドでも最大級のモスクであり、一度に1,000人の信者を収容できる。チャール・ミナールの南西91 mにある。その名前は、メッカのグランド・モスクに由来し、そのモスクの様式を踏襲している。大広間は67×54 m、高さは23 mである。広間の3面はそれぞれ5つアーチを持ち、この計15のアーチが天井を支えている。西側は、ムスリムで最も神聖視されているカーバ神殿への祈りの方角であるため高い壁で塞がれている。両端には、それぞれ花崗岩の一枚岩から作られた柱状の八角堂があり、その上にはドーム屋根を持つアーチ状に連なった回廊がある。
メッカ・マスジドの建設は、ゴールコンダ王国のスルタン・ムハンマド・クトゥブ・シャーの指令により、ミール・ファイズッラー・ベグおよびチョードリー・シャーの指揮下で始められた。8,000人近くの石工と労働者が建設に携わったと伝えられる。その後も、建設事業はゴールコンダ王国のアブドゥッラー・クトゥブ・シャーおよびアブル・ハサン・クトゥブ・シャーによって続けられた。そして、建設開始から77年後の1694年に、ムガル帝国アウラングゼーブ帝がメッカ・マスジドを完成させた。

### サラール・ジャング博物館
目利きの骨董品収集家として世界に知られたサラール・ジャング（ニザーム藩王国宰相）にちなんで名付けられた。彼は祖父、父からも幾ばくかの品を引き継いだが、博物館の展示品のほとんどは、サラール・ジャングが収集したものである。彼は、スポーツや芸術を推奨し、1949年に没した。また、単なる骨董品の収集家ではなく、詩人や作家、美術家の後援者でもあったため、彼の死後に膨大な量の値の付けられないほど高価な収集品が残された。これらが、1968年に現在の場所に移されて博物館となった。
コレクションは、43,000点の美術品、50,000点の書籍であり、久月の日本人形といった日本の工芸品も展示されている。
2006年に増築され、これに伴って日本の展示品は、新しく広く美しい展示室に移された。定時には、博物館一階広場に展示されているニザーム藩王朝時代の古い仕掛け時計が時を告げる。
館内撮影は禁止。金曜日、祝日が休館日となっている。

### ハイデラーバーディー・ビリヤニ

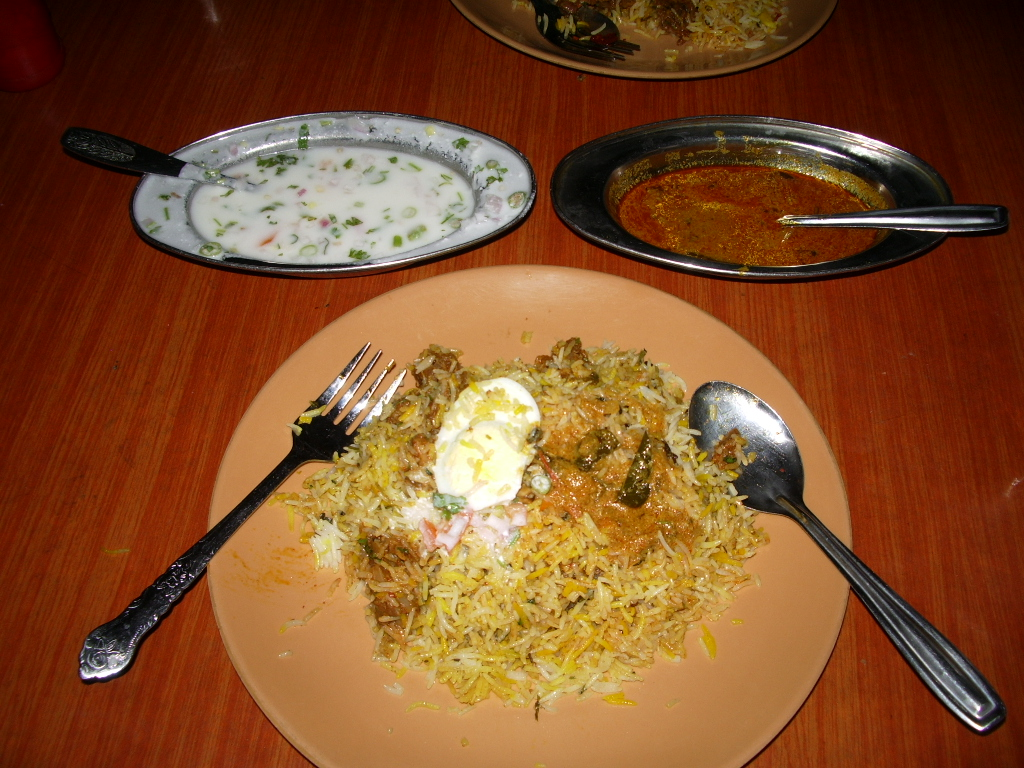
マトン・ビリヤニ

ハイデラバードの名物料理でマトン・ビリヤニが知られる。また、マトンの代わりに鶏肉を使ったチキン・ビリヤニもある。
言い伝えによると、その昔ニザーム家には、糖尿病を患っていたために、大好物のマトン・ビリヤニを、一日にスプーン2杯だけ食することを侍従医から許されていた藩王がおり、乗せ固められる最大量のビリヤニをスプーンに2杯だけ懸命に盛り、とても藩王とは思えないような作法で無我夢中で食したと言われる。

## スポーツ

### クリケット

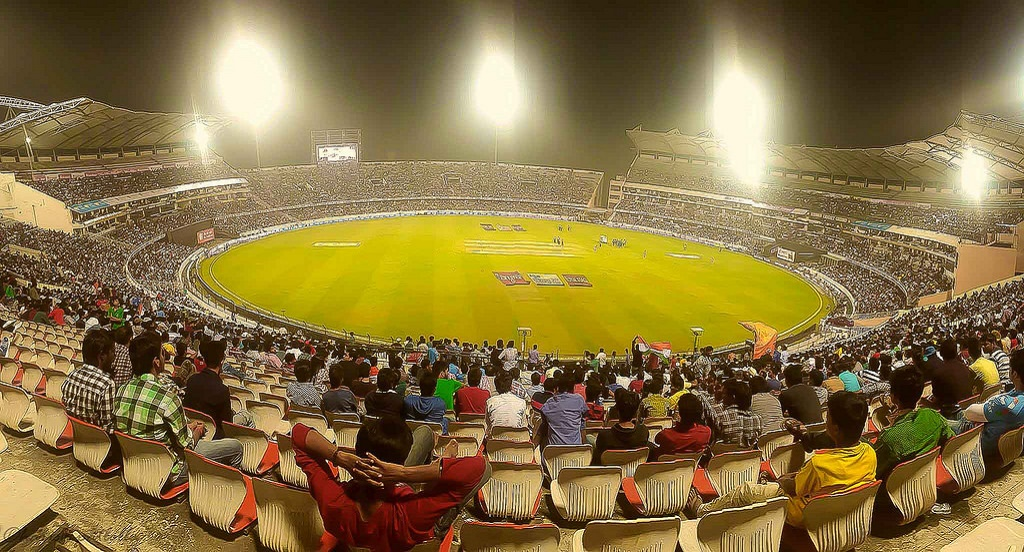
収容人数55,000人のラジーヴ・ガンディー国際クリケット・スタジアム

クリケットはバイデラバードで非常に人気の高いスポーツである。最も象徴的な現代エンターテイメントとも言われ、ボリウッド映画より人気が高いと評される。トゥエンティ20形式のプロリーグであるインディアン・プレミアリーグ (IPL)所属のサンライザーズ・ハイデラバードが所在している。2016年シーズンに優勝経験がある。ホームスタジアムはラジーヴ・ガンディー国際クリケット・スタジアム。2022年のフォーブスの発表によると、サンライザーズ・ハイデラバードの資産価値は9億700万ドルであり、北米4大プロスポーツリーグや欧州サッカーの強豪チームに劣らない規模がある。

### サッカー
サッカーも人気スポーツの一つである。2013年にプロサッカーリーグのインディアン・スーパーリーグが創設され、ハイデラバードにはハイデラバードFCが2019年に創設された。